# Santa Chiquita
Pour plus de détails, voir Fiche technique et Distribution.
Santa Chiquita (Σάντα Τσικίτα) est un film grec réalisé par Alékos Sakellários et sorti en 1953.

## Synopsis
Photis (Vassílis Logothetídis) est fiancé à Marie (Dina Stathatou) depuis vingt ans, mais il n'a pas assez d'argent pour établir leur ménage et donc l'épouser. Il travaille dur dans son entreprise, mais cela ne suffit jamais. C'est alors que sa mère (Smaro Stefanidou) tombe malade. Son cousin Babis (Stefanos Stratigos), manager de la chanteuse Chiquita (Ilia Livykou), lui propose alors un marché. Il fait un mariage blanc celle-ci et en échange, Babis lui verse une forte somme d'argent. Cela entraîne des problèmes entre Photis et Marie. Finalement, Chiquita doit quitter précipitamment la Grèce ; la mère de Photis se remet sans opération. Photis garde l'argent et peut épouser Marie.

## Fiche technique
- Titre : Santa Chiquita
- Titre original : Σάντα Τσικίτα
- Réalisation : Alékos Sakellários
- Scénario : Alékos Sakellários et Christos Giannakopoulos (el) d'après leur pièce de théâtre
- Direction artistique :
- Décors :
- Costumes :
- Photographie : Victor Antoun
- Son :
- Montage : Albert Naguib
- Musique : Mihalis Souyoul (en)
- Production :  Milas Film
- Pays d'origine :  Grèce
- Langue : grec
- Format :  Noir et blanc
- Genre : Comédie
- Durée : 98 minutes
- Dates de sortie : 28 août 1953

## Distribution
- Vassílis Logothetídis
- Ilya Livykou (en)
- Stefanos Stratigos (en)
- Dina Stathatou
- Smaro Stefanidou (en)